# Tugimaantee 89
De Tugimaantee 89 is een secundaire weg in Estland. De weg loopt van Põlva naar Saverna en is 20,4 kilometer lang. 